# Куэльяр, Леонардо
Леонардо Куэльяр Ривера (исп. Leonardo Cuéllar Rivera; род. 14 января 1952[…], Мехико) — мексиканский футболист, выступавший на позиции полузащитника. С 1998 года — главный тренер женской сборной Мексики по футболу. Как игрок Куэльяр играл «УНАМ Пумас» и «Атлетас Кампесинос» в Мексике. Также играл в САФЛ c 1979 по 1984 годы за «Сан-Диего Сокерз» и «Голден Бэй Эртквейкс». Также за эти клубы играл в шоубол.
Был игроком сборной Мексики по футболу за которую сыграл 38 игр, забил 3 гола и играл на ЧМ-1978.

## Биография
Леонардо родился в столице Мексика, городе Мехико. Первым клубом на профессиональном для Куэльяра стал «УНАМ Пумас». После 7 лет в Мексике, перешёл в американский клуб «Сан-Диего Сокерз». Проведя два сезона в США, вернулся на родину в 1981 году, в клуб «Атлетас Кампесинос», отыграв 30 матчей, вернулся в Сан-Диего, но недолго. Один матч, и Леонардо вернулся на родину.
В 1998 году Леонардо стал тренерском женской сборной Мексики по футболу.